# Sibbe (Germanen)
Sibbe is een van oorsprong oud-Germaanse term voor 'gezamenlijke verwanten'. In het nationaalsocialisme duidde deze de door bloedverwantschap gevormde familie aan.

## Oud-Germaans
In de oud-Germaanse vorm was sibbe een benaming voor een grootfamilie (zie ook: clan) met gemeenschappelijke – zo nodig gefingeerde – afkomst. Het begrip was veelomvattend en had een belangrijke religieuze, economische en politieke functie. Het duidde op het geheel van bloedverwantschappen van een persoon in opgaande en aflopende lijn, inclusief de derde- en vierdegraadsfamilie, hun echtgenotes en nageslacht. De sibbe was bepalend voor de verdeling van akkerland, evenals het gebruik van de meent en de kolonisatie van nieuwe gebieden.

## Nationaalsocialisme
In de Völkische Bewegung en in nazi-Duitsland had het gebruik van Sippe voor familie een belangrijke politieke functie. Zo werd de Familiengeschichtsforschung, genealogie of sibbekunde, gebruikt door het Reichssippenamt om aan de hand van familieboeken van dorpsgemeentes, Dorfsippenbuchen, bevolkingsregisters, twijfelachtige afstammingen te onderzoekende door middel van Sippenforschung, de voorouderproef.

## Etymologie
Het zelfstandig naamwoord sibbe en zijn cognaten in andere talen zijn vermoedelijk afgeleid van een bijvoeglijk naamwoord dat 'lief' betekende.
Enkele cognaten in Germaanse talen zijn:
- Duits Sippe (Oudhoogduits sipp(e)a)
- Gotisch sibja
- Oudengels sibb, nog herkenbaar in gossip en sibling
- Oudfries sibbe
- Oudnoords sifjar, meervoud van Sif, de godin en vrouw van Thor
- Oudsaksisch sibbia
- De stamnamen Semnonen en Sueven.

Cognaten buiten de Germaanse talen zijn:
- Oudpruisisch subs [zelf]
- Russisch osoba [persoon].

Binnen het Nederlands taalgebied is het woord in min of meer de huidige betekenis geattesteerd in 1300 te Brugge, waar West-Vlaams Nederlands werd gesproken. De gelijkluidende bijvoeglijke vorm is in in 1350 opgetekend en is evenals de zelfstandige vorm verspreid over het taalgebied gevonden. Uit het noordoosten van het huidige Nederland is nog de overtreffende trap sibbeste bekend, die de naaste familie aanduidt. Een  verordening uit Friesland bepaalde in 1464 dat een nauw verwante rechter zich moet verschonen: Zoo zal die rechter, die soo sib is, tot dier saicken swighen ende recht noch sententie daer over wijsen.